# Paul Deighton, Baron Deighton

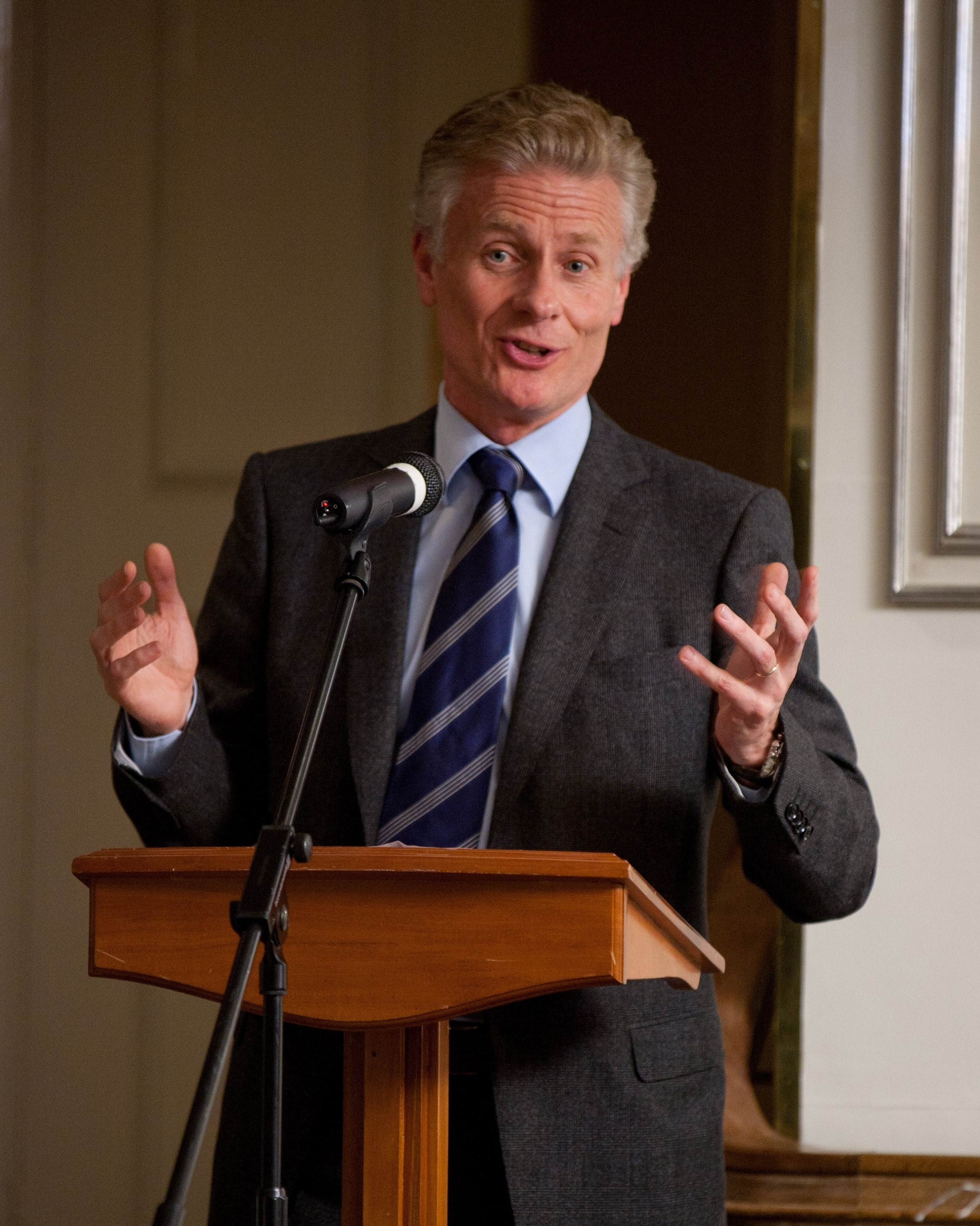
Paul Deighton (2011)

Paul Clive Deighton, Baron Deighton, KBE (* 18. Januar 1956, Carshalton, Surrey) studierte am Trinity College der Universität Cambridge und schloss sein Studium mit einem Bachelor of Arts in Wirtschaftswissenschaft ab.
Von 1983 bis 2005 arbeitete er als Investmentbanker für die Investmentbank Goldman Sachs. 2005 wurde er als Chief Executive zum Mitarbeiter des London Organising Committee of the Olympic Games and Paralympic Games. Paul Deighton gilt als treibende Kraft hinter der Einnahme von 2 Milliarden britischen Pfund aus dem Bereich der Privatwirtschaft, die die Ausrichtung der Olympischen Spiele 2012 in London ermöglichten. Jacques Rogge verlieh ihm für seine Arbeit den Olympischen Orden.
Der britische Premierminister David Cameron beschloss im Rahmen einer Kabinettsumbildung im September 2012, dass Paul Deighton ab Januar 2013 das Amt des Commercial Secretary to the Treasury von James Sassoon übernimmt. Zu den neuen Aufgaben Paul Deightons gehört auch dort die Abwicklung der Olympischen Spiele 2012.
Am 1. November 2012 wurde Paul Deighton als Baron Deighton, of Carshalton in the County of Surrey, zum Life Peer erhoben und am selben Tag in das House of Lords eingeführt.
2020 war Paul Deighton zuständig für die Beschaffung der Schutzkleidung für die Bekämpfung der Corona-Pandemie.